# Tafeltennis op de Paralympische Zomerspelen 2016
Op de XVe Paralympische Zomerspelen die in 2016 werden gehouden in Rio de Janeiro (stad), Brazilië was de tafeltennis een van de 22 sporten die werden beoefend.

## Evenementen
In totaal zijn er 24 onderdelen op de Paralympics in 2016; dertien voor mannen en elf voor vrouwen
Mannen, individueel
- Klasse 1
- Klasse 2
- Klasse 3
- Klasse 4-5
- Klasse 6
- Klasse 7
- Klasse 8
- Klasse 9-10
- Klasse 11

Mannen, Dubbelspel
- Klasse 1-2
- Klasse 3
- Klasse 4-5
- Klasse 6-8
- Klasse 9-10

Vrouwen, individueel
- Klasse 1-2
- Klasse 3
- Klasse 4
- Klasse 5
- Klasse 6-7
- Klasse 8
- Klasse 9
- Klasse 10
- Klasse 11

Vrouwen, Dubbelspel
- Klasse 1-3
- Klasse 4-5
- Klasse 6-10

## Mannen

### Dubbelspel
| Rang | Land       |
| ---- | ---------- |
| 1    | Frankrijk  |
| 2    | Zuid-Korea |
| 3    | Brazilië   |

| Rang | Land      |
| ---- | --------- |
| 1    | China     |
| 2    | Duitsland |
| 3    | Thailand  |

| Rang | Land           |
| ---- | -------------- |
| 1    | Zuid-Korea     |
| 2    | Chinees Taipei |
| 3    | Turkije        |

| Rang | Land             |
| ---- | ---------------- |
| 1    | Oekraïne         |
| 2    | Zweden           |
| 3    | Groot-Brittannië |

| \| Rang \| Land \| \| ---- \| ------ \| \| 1 \| China \| \| 2 \| Spanje \| \| 3 \| Polen \| |        |
| Rang                                                                                        | Land   |
| 1                                                                                           | China  |
| 2                                                                                           | Spanje |
| 3                                                                                           | Polen  |

### Individueel
| Klasse    | Land             | Goud                | Land       | Zilver                     | Land       | Brons               |
| --------- | ---------------- | ------------------- | ---------- | -------------------------- | ---------- | ------------------- |
| Klasse 1  | Groot-Brittannië | Rob Davies          | Zuid-Korea | Joo Young-dae              | Zuid-Korea | Nam Ki-won          |
| Klasse 2  | Frankrijk        | Fabien Lamirault    | Polen      | Rafal Czuper               | Tsjechië   | Jiri Suchanek       |
| Klasse 3  | China            | Pangfeng Feng       | Duitsland  | Thomas Schmidberger        | Frankrijk  | Florian Merrien     |
| Klasse 4  | Turkije          | Abdullah Ozturk     | China      | Guo Xingyuan               | Frankrijk  | Maxime Thomas       |
| Klasse 5  | China            | Ningning Cao        | Duitsland  | Valentin Baus              | Servië     | Mitar Palikuca      |
| Klasse 6  | Denemarken       | Peter Rosenmeier    | Spanje     | Alvaro Valera Munoz Vargas | Thailand   | Rungroj Thainiyom   |
| Klasse 7  | Groot-Brittannië | William John Bayley | Brazilië   | Israel Pereira Stroh       | China      | Shuo Yan            |
| Klasse 8  | China            | Zhao Shuai          | Hongarije  | Andras Csonka              | Polen      | Piotr Grudzień      |
| Klasse 9  | België           | Laurens Devos       | Nederland  | Gerben Last                | Italië     | Mohamed Kalem Amine |
| Klasse 10 | China            | Ge Yang             | Polen      | Patryk Chonjnowski         | Oostenrijk | Krisztian Gardos    |
| Klasse 11 | België           | Florian Van Acker   | Australië  | Samuel Von Einem           | Hongarije  | Palos Peter         |

## Vrouwen

### Dubbelspel
| Plak | Land       |
| ---- | ---------- |
| 1    | China      |
| 2    | Kroatië    |
| 3    | Zuid-Korea |

| Rang | Land       |
| ---- | ---------- |
| 1    | China      |
| 2    | Servië     |
| 3    | Zuid-Korea |

| \| Plak \| Land \| \| ---- \| -------- \| \| 1 \| Polen \| \| 2 \| China \| \| 3 \| Brazilië \| |          |
| Plak                                                                                            | Land     |
| 1                                                                                               | Polen    |
| 2                                                                                               | China    |
| 3                                                                                               | Brazilië |

### Individueel
| Klasse     | Land      | Goud                     | Land       | Zilver                | Land       | Brons                 |
| ---------- | --------- | ------------------------ | ---------- | --------------------- | ---------- | --------------------- |
| Klasse 1-2 | China     | Jin Lui                  | Zuid-Korea | Su-Yeon Seo           | Italië     | Giada Rossi           |
| Klasse 3   | China     | Juan Xue                 | China      | Li Qian               | Zweden     | Anna-Carin Ahlquist   |
| Klasse 4   | Servië    | Borislava Peric-Rankovic | China      | Miao Zhang            | Servië     | Nada Matic            |
| Klasse 5   | China     | Zhang Bian               | China      | Gu Gai                | Zuid-Korea | Jung Young-A          |
| Klasse 6   | Kroatië   | Sandra Paović            | Duitsland  | Stephanie Grebe       | Oekraïne   | Maryna Lytovchenko    |
| Klasse 7   | Nederland | Kelly van Zon            | Turkije    | Kurba Korkut          | Zuid-Korea | Kim Seong-ok          |
| Klasse 8   | China     | Jingdian                 | Frankrijk  | Thu Kamkasomphou      | Filipijnen | Josephine Medina      |
| Klasse 9   | China     | Liu Meng                 | China      | Lei Lina              | Polen      | Karolina Pęk          |
| Klasse 10  | Polen     | Natalia Partyka          | China      | Yang Qian             | Brazilië   | Bruna Costa Alexandre |
| Klasse 11  | Oekraïne  | Natalia Kosmina          | Polen      | Krystyna Siemieniecka | Hongkong   | Mui Wui Ng            |

## Medaillespiegel
| Plaats | Land                | NPC | Goud | Zilver | Brons | Totaal |
| 1      | China               | CHN | 13   | 7      | 1     | 21     |
| 2      | Polen               | POL | 2    | 3      | 3     | 8      |
| 3      | Frankrijk           | FRA | 2    | 1      | 2     | 5      |
| 4      | Verenigd Koninkrijk | GBR | 2    | 0      | 1     | 3      |
| 4      | Oekraïne            | UKR | 2    | 0      | 1     | 3      |
| 6      | België              | BEL | 2    | 0      | 0     | 2      |
| 7      | Zuid-Korea          | KOR | 1    | 3      | 5     | 9      |
| 8      | Servië              | SRB | 1    | 1      | 2     | 4      |
| 9      | Turkije             | TUR | 1    | 1      | 1     | 3      |
| 10     | Kroatië             | CRO | 1    | 1      | 0     | 2      |
| 10     | Nederland           | NED | 1    | 1      | 0     | 2      |

Atletiek · Bankdrukken · Basketbal · Blindenvoetbal · Boogschieten · Boccia · CP-voetbal · Goalball · Judo · Kanovaren · Paardensport · Roeien · Rugby · Schermen · Schietsport · Tafeltennis · Tennis · Triatlon · Volleybal · Wielersport · Zeilen · Zwemmen
Rome 1960 ·
Tokio 1964 ·
Tel Aviv 1968 ·
Heidelberg 1972 ·
Toronto 1976 ·
Arnhem 1980 ·
New York & Stoke Mandeville 1984 ·
Seoel 1988 ·
Barcelona 1992 ·
Atlanta 1996 ·
Sydney 2000 ·
Athene 2004 ·
Peking 2008 ·
Londen 2012 ·
Rio de Janeiro 2016 ·
Tokio 2020 ·
Parijs 2024 ·
Los Angeles 2028